# Buse Kayacan
Buse Kayacan (* 15. Juli 1992) ist eine türkische Volleyballspielerin. Sie spielt auf der Position Libera.

## Erfolge Verein
Türkischer Superpokal:
- 2011, 2012

Türkischer Pokal:
- 2012

Türkische Meisterschaft:
- 2012
- 2013
- 2014

## Erfolge Nationalmannschaft
Europaliga:
- 2015